# Rio Tille
O rio Tille é um rio do leste de França, afluente do rio Saône pela margem direita.
Segundo as cartas do IGN à escala 1/25 000, o nome Tille designa uma ribeira que nasce em Salives, no departamento de Côte-d'Or e que recebe o Tille de Barjon (em 47°6099,4°9726), e (em 47°6189,5°0635) o Tille de Bussières, que passa em Villemoron,  Villemervry e o Ruisseau des Tilles.
Os departamentos e comunas atravessadas pelo rio são: 
- Côte-d'Or (21): Salives, Barjon, Avot, Marey-sur-Tille, Villey-sur-Tille, Crécey-sur-Tille, Échevannes, Til-Châtel, Lux, Spoy, Beire-le-Châtel, Arceau, Arc-sur-Tille, Remilly-sur-Tille, Cessey-sur-Tille, Genlis, Pluvault, Champdôtre e Les Maillys.

Os seus principais afluentes são:
- Rio Ignon
- Rio Venelle
- Rio Norges
- Rio Crône
- Rio Arnison

## Ligações externas

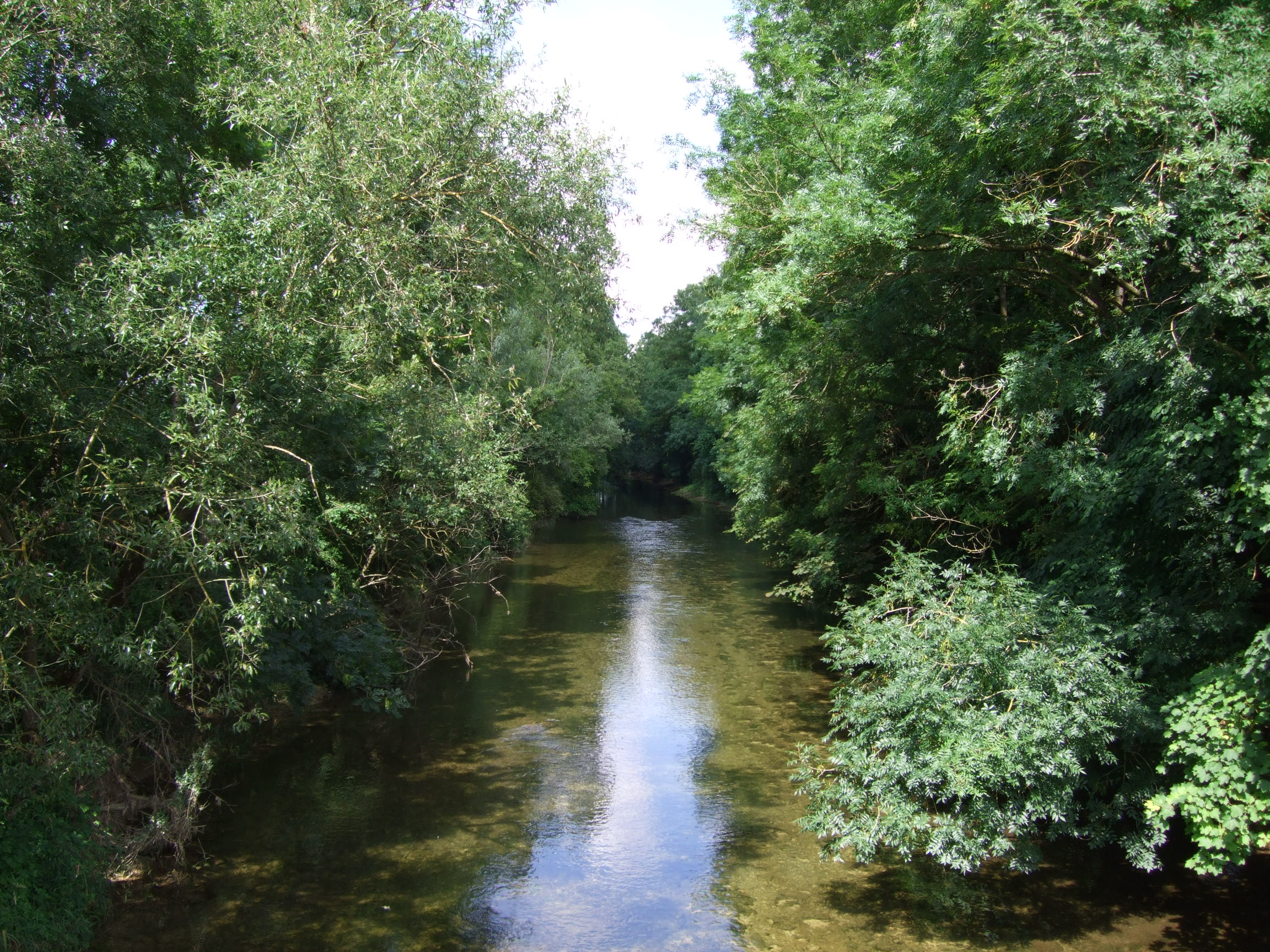
O Tille em Spoy